# Casca Longinus
Casca Longinus, fantasyserie om den romerske soldaten Casca, som döms att evigt vandra som legosoldat, de 22 första böckerna är skrivna av Barry Sadler. Efter att Sadler mördats i Guatemala under mystiska omständigheter 1989 fick Paul Dengelegi uppdraget att fortsätta serien. Han skrev två böcker och sedan blev det engelsmannen Tony Roberts tur som till dag skrivit 8 böcker om Casca, den eviga legosoldaten. Den romerske legionären Casca stöter sitt spjut i sidan på frälsaren, då denne hänger på korset. För denna missgärning döms han till ett straff värre än döden - han döms till evigt liv och att genomlida världens alla krig.

### Utgåvor på svenska
- 1984 - Straffet ISBN 91-32-42288-1
- 1984 - Död utan slut ISBN 91-32-42289-X
- 1984 - Förbannelsen ISBN 91-32-42290-3
- 1984 - Evig död ISBN 91-32-42291-1
- 1984 - Dömd mans väg ISBN 91-32-42344-6
- 1984 - Dödlig skuld ISBN 91-32-42345-4
- 1984 - Dom utan nåd ISBN 91-32-42388-8
- 1985 - Legosoldaten ISBN 91-32-42389-6
- 1985 - Brännmärkt ISBN 91-32-42449-3
- 1985 - Erövraren ISBN 91-32-42450-7
- 1985 - Evigt straff ISBN 91-32-42455-8
- 1985 - Prisjägaren ISBN 91-32-42456-6
- 1985 - Lönnmördaren ISBN 91-32-42583-X

### Ej utgivna på svenska
- 1985 - The Phoenix
- 1985 - The Pirate
- 1986 - Desert Mercenary
- 1987 - The Warrior
- 1993 - The Cursed
- 1988 - The Samurai
- 1988 - Soldier of Gideon
- 1989 - The Trench Soldier
- 1990 - The Mongol
- 1999 - The Liberator
- 2001 - The Defiant
- 2006 - Halls of Montezuma
- 2007 - Johnny Reb(10/2007)
- 2008 - The Confederate (06/2008)
- 2008 - The Avenger
- 2008 - Immortal Dragon
- 2009 - Napoleon's Soldier
- 2009 - The Conqueror
- 2010 - The Anzac
- 2010 - The Outlaw
- 2010 - Devil's Horseman (10/2010)
- 2011 - Sword of the Brotherhood (5/2011)
- 2011 - The Minuteman (10/2011)
- 2012 - Roman Mercenary
- 2012 - The Continental
- 2013 - The Crusader
- 2013 - Blitzkrieg
- 2014 - The Longbowman
- 2015 - Barbarossa
- 2015 - Scourge of Asia
- 2016 - Balkan Mercenary
- 2016 - Emperor's Mercenary
- 2017 - The Cavalryman
- 2018 - The Viking
- 2018 - The Austrian
- 2018 - The Lombard
- 2019 - The Commissar
- 2019 - The Saracen
- 2020 - The Rough Rider